# 北川冬彦
北川 冬彦（きたがわ ふゆひこ、1900年〈明治33年〉6月3日 - 1990年〈平成2年〉4月12日）は、日本の詩人、映画評論家。『悪夢』(1947年)などの小説作品もある。本名は田畔 忠彦（たぐろ ただひこ）。
第1詩集『三半規管喪失』(1925年)を自費出版、詩誌「詩と詩論」を創刊し、新散文詩運動を展開した。戦後は新現実主義を提唱し、現代詩の可能性を追究した。作品に詩集『戦争』(1929年)など。

## 人物・来歴
滋賀県大津に生まれながら、父親の仕事関係で満州で育ち、軍国主義の旅順中学で5年間寄宿舎生活を送った。
1919年（大正8年）に第三高等学校（現・京都大学 総合人間学部）文科丙類（フランス語必修）に入学。柔道をしていた北川は、1921年（大正10年）秋頃、新京極の「江戸カフェ」にたむろする同志社大学の猛者を追っ払い、それを見ていて感激した梶井基次郎（三高理科甲類）と言葉を交わす。
1922年（大正11年）に三高を卒業し、東京帝国大学法学部フランス法に入学。詩の創作を始めた北川は、1924年（大正13年）11月、安西冬衛らと詩誌『亜』を創刊。現代詩、特に新散文詩を発表。1925年（大正14年）1月に詩集『三半規管喪失』を出版し、横光利一から激励の手紙を送られ高評価された。
1925年（大正14年）3月に仏法を修了した後、改めて文学を勉強するため4月から文学部仏文科に再入学。帝大文芸部の『朱門』の同人となり、池谷信三郎、阿部知二、古澤安二郎、久板栄二郎、舟橋聖一と知り合った。
同年、三高で顔見知りだった梶井基次郎らの同人誌『青空』に掲載された梶井の「檸檬」に感銘を受ける。共通の友人宅で梶井と再会し、同人参加の誘いを受け、その後1926年（大正15年）12月の第22号から同人となった北川は、第24号に発表した「軍港を内臓してゐる」（初出では「内蔵」だった）という一行詩「馬」を梶井から激賞された。
1928年（昭和3年）、春山行夫、西脇順三郎、北園克衛らと詩雑誌『詩と詩論』創刊に参加し、1929年（昭和4年）10月刊行の詩集『戦争』で脚光を浴びた。梶井基次郎はこの詩集の書評を『文學』11月号に寄せた。
北川は詩を発表しながら、飯島正の誘いもあって映画評論を書き続けた。伊藤大輔が代表する「韻文映画」に対して、「散文映画」を提唱し、その旗手として伊丹万作を高く評価した。シナリオ文学の独自性をも標榜した。北川が中心となって「シナリオ研究十人会」が結成され、機関誌として『シナリオ研究』が刊行され、萩原朔太郎がそこにシネポエムや『文学としてのシナリオ』なるエッセイを発表した。
戦後、詩、映画ともに対してネオリアリズムを標榜し、第2次『時間』を主宰していた。また、戦前からレーゼシナリオに関心を持ち、「レーゼシナリオはまた新形式として文學の野を豊かにするだろう」と述べている。
晩年は1963年（昭和38年）から立川市に住まいを構え、現代詩の改革を続けた。1980年（昭和55年）には、詩「石」が彫られた「青少年に贈る碑」（縦80センチ、横180センチの詩碑）が立川市市民体育館（泉町786-11）の前庭に建立された。

## 著作
- 『北方』（蒲田書房、1935年）
- 『詩人の行方』（第一芸文社、1936年）
- 『古鏡』（河出書房、1940年） - 小説集
- 『悪夢―小説』（地平社、1947年）
- 『詩の話』（宝文館、1949-1951年。のち角川文庫）
- 『現代詩鑑賞』（有信堂、1970年）

### 詩集
- 『三半規管喪失』（至上藝術社、1925年）
- 『檢温器と花』（ミスマル社、1926年）
- 『戰爭』（厚生閣書店、1929年）
- 『氷』（蒲田書房、1933年）
- 『いやらしい神』（蒲田書房、1936年）
- 『實驗室』（河出書房、1941年）
- 『蛇』（爐書房、1947年）
- 『氾濫 長編叙事詩』（草原書房、1948年）
- 『夜陰』（天平出版部、1948年）
- 『花電車』（宝文館、1949年）
- 『北川冬彦詩集』（宝文館 1951年）
- 『馬と風景 1947-1952』（時間社、1952年）
- 『カクテル・パーティ 詩と随筆集』（宝文館、1953年）
- 『北川冬彦詩集』（角川文庫、1954年）
- 『現代詩』第1-3（角川新書、1954-1957年）
- 『しんかん 信管, 振撼, 森閑, 心肝』（時間社、1964年）
- 『北京郊外にて』（時事通信社、1973年）
- 『カラー詩と風景』（山と渓谷社、1975年）
- 『大蕩尽の結果』（未来工房、1977年）
- 『北川冬彦全詩集』（鶴岡善久編 沖積舎、1988年）
- 『北川冬彦詩集』（鶴岡善久編 沖積舎、2000年）

### 映画評論
- 『純粹映畫記』（第一藝文社、1936年）
- 『シナリオ文學論』（作品社、1938年）
- 『散文映畫論』（作品社、1940年）
- 『現代映畫論』（三笠書房、1941年）
- 『映画への誘い』（温故堂出版部、1952年）
- 『シナリオの魅力』（社会思想研究会出版部、1953年。現代教養文庫）

### 作詞
- 鶴岡市民歌（作曲：中田喜直、1956年） - 鶴岡市の新設合により失効、2017年制定の現市民歌とは同名異曲。

## 共編著
- 『培養土 麺麭詩集』（山雅房、1941年）
- 『昆侖詩文集』（昆侖社、1941年）
- 『世界映画の鑑賞』岩崎昶共編（双竜社、1951年）
- 『新しい世代の詩 その作り方と解説・批評』桜井勝美共著（宝文館、1954年）

## 翻訳
- 『骰子筒』マックス・ジャコブ（現代の芸術と批評叢書 厚生閣書店、1929年）
- 『最後の戦闘機』ジョセフ・ケツセル 井原彦六共訳（西東書林、1936年）
- 『神曲 現代訳 地獄篇』ダンテ（創元社、1953年）
- 『「パロール」抄』ジャック・プレヴェール（有信堂、1960年）